# 正準変数
正準変数(せいじゅんへんすう、英: canonical variable)とは、ハミルトン形式の解析力学において、物体の運動を記述する基本変数として用いられる一般化座標と一般化運動量の組をいう。しばしば一般化座標は文字 q 、一般化運動量は p で表される。正準（カノニカル、英: canonical）という語は標準的、慣例的という意味を表す。ウィリアム・ローワン・ハミルトンによって導入された正準変数による形式に正準（仏: canonique）という語を充てたのは、カール・グスタフ・ヤコブ・ヤコビである。
ニュートン力学やラグランジュ力学においては、基本変数が一般化座標 q とその時間微分である一般化速度  であったが、ハミルトン力学においては、一般化座標と一般化運動量が用いられる。ラグランジアンL=L(q,,t) は一般化座標、一般化速度、時間の関数である。ここで L にルジャンドル変換
{\displaystyle H=p{\dot {q}}-L}
を施すことで一般化座標、一般化運動量、時間を変数とする関数ハミルトニアンH=H(q,p,t)が得られ、正準方程式
{\displaystyle {\dot {q}}={\frac {\partial H}{\partial p}}}
{\displaystyle {\dot {p}}=-{\frac {\partial H}{\partial q}}}
が得られる。

## 概要
一般化座標q=(q1,.., qn)と正準共役な一般化運動量 p=(p1,.., pn)の組による2n個の変数
(q, p)=(q1,.., qn, p1,.., pn)を系の状態を指定する独立な変数と見なしたときに、(q, p)を正準変数という。このとき、一般化座標 q を正準座標、一般化運動量 p を正準運動量とも呼ぶ。正準変数(q, p)を座標とする2n次元の空間を相空間という。系の状態は相空間上の1点で指定される。ハミルトニアンをH=H(q,p,t)とするとき、物体の運動を記述する運動方程式は
{\displaystyle {\dot {q}}^{i}(t)={\frac {\partial H}{\partial p_{i}}}}
{\displaystyle {\dot {p}}_{i}(t)=-{\frac {\partial H}{\partial q^{i}}}}
で与えられる。但し、ドット記号は時間微分を表す。この方程式をハミルトンの正準方程式という。この正準方程式で時間発展が定まる力学系を自由度nのハミルトン力学系、またはハミルトン系という。ハミルトン力学系での系の時間発展は相空間上の軌道(q(t), p(t))で与えられる。
2n個の変数 z=(z1,.., zn, zn+1,.., z2n)を
{\displaystyle (z^{1},\cdots ,z^{n},z^{n+1},\cdots ,z^{2n}):=(q^{1},\cdots ,q^{n},p_{1},\cdots ,p_{n})}
で定義すると正準変数をまとめて、z=(q, p)で表記することができる。列ベクトルでの表記を z=(q1,.., qn, p1,.., pn)Tとすると、正準方程式は
{\displaystyle {\dot {\boldsymbol {z}}}(t)=\Omega \nabla H({\boldsymbol {z}}(t))}
となる。ここでは∇はナブラ演算子である。Ω=(ωi,j)は
{\displaystyle \Omega ={\begin{pmatrix}0_{n}&I_{n}\\-I_{n}&0_{n}\end{pmatrix}}}
で定義される2n × 2n行列である。Ω内の0nはn 次の零行列、Inはn 次の単位行列である。

## ポアソン括弧
相空間上の関数f=f(q, p, t)、g=g(q, p, t)に対し
{\displaystyle \{f,g\}:=\sum _{i=1}^{n}{\Big (}{\frac {\partial f}{\partial q_{i}}}{\frac {\partial g}{\partial p_{i}}}-{\frac {\partial f}{\partial p_{i}}}{\frac {\partial g}{\partial q_{i}}}{\Big )}}
で定義される{f, g}をポアソン括弧という。正準方程式による時間発展(q(t), p(t))に対し、f=f(q(t), p(t), t)の時間変化は
{\displaystyle {\frac {d}{dt}}f(q(t),p(t),t)={\frac {\partial }{\partial t}}f(q(t),p(t),t)+\{f,H\}}
とハミルトニアン H とのポアソン括弧で表される。特に正準変数の時間発展を記述する正準方程式は
{\displaystyle {\dot {q}}_{i}(t)=\{q_{i},H\}}
{\displaystyle {\dot {p}}_{i}(t)=\{p_{i},H\}}
となる。
正準変数をまとめた表記z=(q, p)と行列Ω=(ωij)を用いるとポアソン括弧は
{\displaystyle \{f,g\}=\sum _{i,j}\omega _{ij}{\frac {\partial f}{\partial z_{i}}}{\frac {\partial g}{\partial z_{j}}}}
となる。

## 具体例

### 荷電粒子の運動
電荷量eをとする質量mの荷電粒子の電磁場中における運動を考える。3次元空間での粒子の位置座標x =(x, y, z )を一般化座標にとる。スカラーポテンシャルをφ(x,t)、ベクトルポテンシャルをA(x,t)とすると、荷電粒子のラグランジアンは、
{\displaystyle L({\boldsymbol {x}},{\boldsymbol {\dot {x}}},t)={\frac {1}{2}}m{\boldsymbol {\dot {x}}}^{2}-e\phi ({\boldsymbol {x}},t)+e{\boldsymbol {\dot {x}}}\cdot {\boldsymbol {A}}({\boldsymbol {x}},t)}
で与えられる。ここでx =(x, y, z )に正準共役な運動量p =(px, py, pz )は
{\displaystyle p_{x}:={\frac {\partial L}{\partial {\dot {x}}}}=m{\dot {x}}+eA_{1}({\boldsymbol {x}},t)}
{\displaystyle p_{y}:={\frac {\partial L}{\partial {\dot {y}}}}=m{\dot {y}}+eA_{2}({\boldsymbol {x}},t)}
{\displaystyle p_{z}:={\frac {\partial L}{\partial {\dot {z}}}}=m{\dot {z}}+eA_{3}({\boldsymbol {x}},t)}
である。これをベクトルで表記すると
{\displaystyle {\boldsymbol {p}}={\frac {\partial L}{\partial {\boldsymbol {\dot {x}}}}}=m{\boldsymbol {\dot {x}}}+e{\boldsymbol {A}}({\boldsymbol {x}},t)}
となる。ハミルトニアンは
{\displaystyle {\begin{aligned}H({\boldsymbol {x}},{\boldsymbol {p}},t)&={\boldsymbol {p}}\cdot {\boldsymbol {\dot {x}}}-L\\&={\frac {1}{2m}}{\bigl (}{\boldsymbol {p}}-e{\boldsymbol {A}}({\boldsymbol {x}},t){\bigr )}^{2}+e\phi ({\boldsymbol {x}},t)\end{aligned}}}
である。

### 中心力ポテンシャルの下での運動
距離r=√x2+y2+z2のみに依存する中心力ポテンシャルV=V(r)の下での質量mの粒子の運動を考える。3次元空間での粒子の位置の極座標表示を(x,y,z)=(rsinθ cosφ, rsinθ sinφ, rsinφ)とし、極座標(r,θ,φ)を一般化座標にとる。このとき、粒子のラグランジアンは
{\displaystyle L(r,\theta ,\phi ,{\dot {r}},{\dot {\theta }},{\dot {\phi }})={\frac {1}{2}}m{\bigl (}{\dot {r}}^{2}+r^{2}{\dot {\theta }}^{2}+r^{2}\sin ^{2}{\theta }\,{\dot {\phi }}^{2}{\bigr )}-V(r)}
で与えられる。(r,θ,φ)に正準共役な運動量(pr,pθ,pφ)は
{\displaystyle p_{r}:={\frac {\partial L}{\partial {\dot {r}}}}=m{\dot {r}}}
{\displaystyle p_{\theta }:={\frac {\partial L}{\partial {\dot {\theta }}}}=mr^{2}{\dot {\theta }}}
{\displaystyle p_{\phi }:={\frac {\partial L}{\partial {\dot {\phi }}}}=mr^{2}\sin ^{2}{\theta }\,{\dot {\phi }}}
である。ハミルトニアンは
{\displaystyle {\begin{aligned}H(r,\theta ,\phi ,p_{r},p_{\theta },p_{\phi })&=p_{r}{\dot {r}}+p_{\theta }{\dot {\theta }}+p_{\phi }{\dot {\phi }}-L\\&={\frac {p_{r}^{\,2}}{2m}}+{\frac {p_{\theta }^{\,2}}{2mr^{2}}}+{\frac {p_{\phi }^{\,2}}{2mr^{2}\sin ^{2}{\theta }}}+V(r)\end{aligned}}}
である。

## 文献

### 論文
- C. G. J. Jacobi, (1837). “Note sur l'intégration des équations différentielles de la Dynamique,”. Comptes rendus de l’Acadmie des sciences de Paris t. V:  61-67., in

Wrecke 4:  129-126.
- 中根美知代 (2000). “物理学から数学へ:Hamilton-Jacobi理論の誕生”. 数理解析研究所講究録 1130:  58-71.

### 書籍
- 大貫義郎、吉田春夫『力学』岩波書店〈現代物理学叢書〉、2001年。ISBN 978-4000067614。
- 山本義隆、中村孔一『解析力学I』朝倉書店〈朝倉物理学大系〉、1998年。ISBN 978-4254136715。
- 山本義隆、中村孔一『解析力学II』朝倉書店〈朝倉物理学大系〉、1998年。ISBN 978-4254136722。
- Herbert Goldstein; Charles Poole; John Safko (2001). Classical Mechanics (3rd ed.). Addison Wesley. ISBN 978-0201657029
- Jorge V. José; Eugene J. Saletan (2013). Classical Dynamics: A Contemporary Approach. Cambridge University Press. ISBN 978-0521636360